# Longvale
Longvale es un área no incorporada ubicada en el condado de Mendocino en el estado estadounidense de California.

## Geografía
Longvale se encuentra ubicada en las coordenadas 39°33′19″N 123°25′47″O / 39.55528, -123.42972.